# Daudenzell

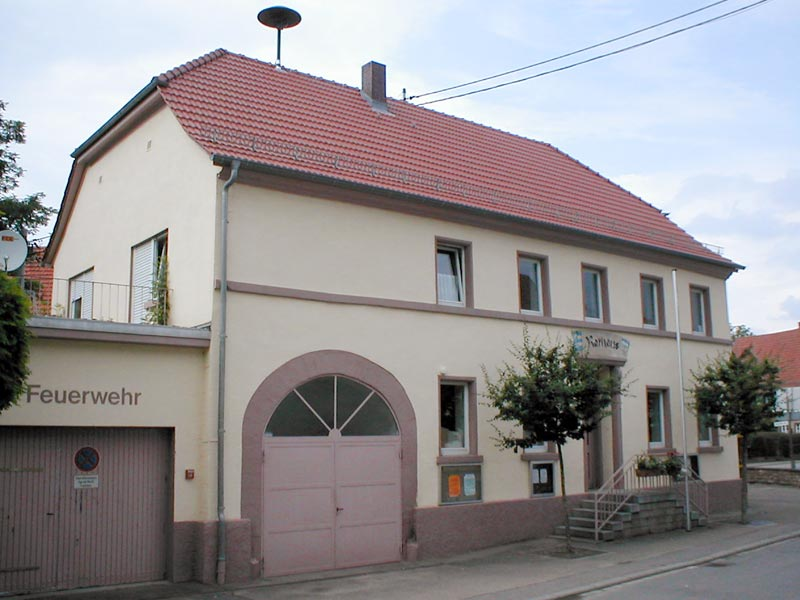
Rathaus

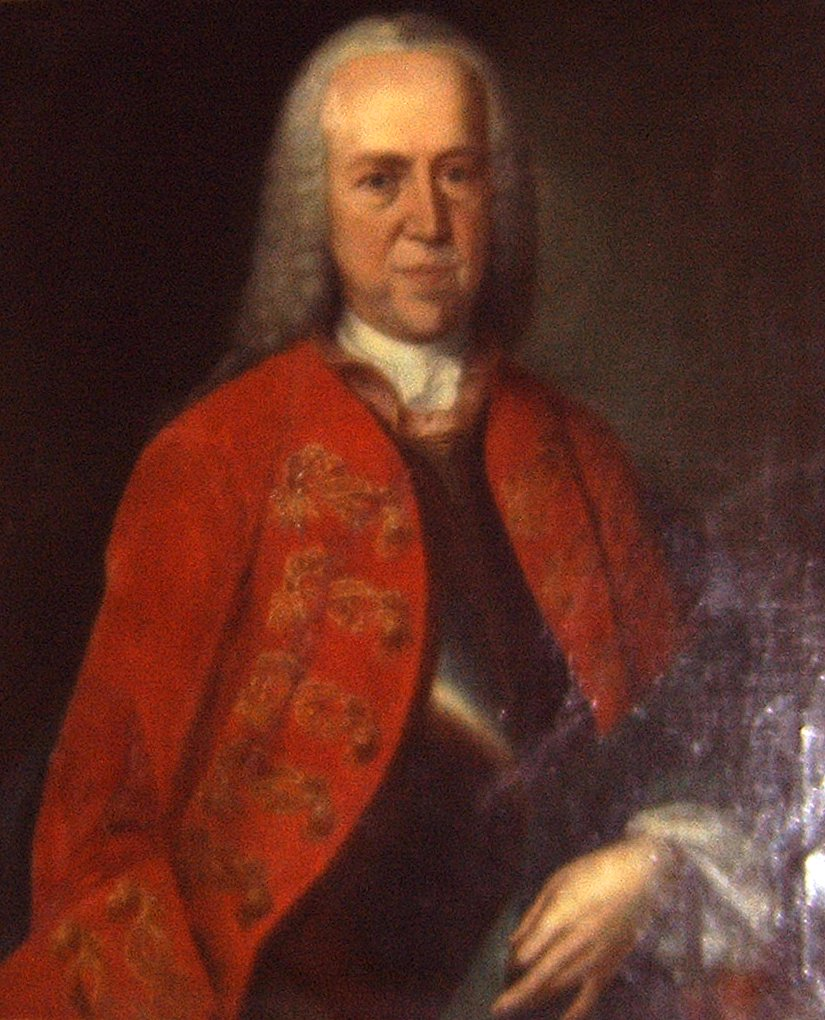
Reichsfreiherr Ludwig von Gemmingen zu Hornberg, Ortsherr ab 1738

Daudenzell ist ein Dorf im Neckar-Odenwald-Kreis in Baden-Württemberg, das seit 1975 zu Aglasterhausen gehört.

## Geographie
Daudenzell liegt im Tal des Schwarzbachs im Übergang von Kraichgau zu Kleinem Odenwald im nördlichen Baden-Württemberg, etwa 25 km östlich von Heidelberg und 15 km westlich von Mosbach.

## Geschichte
Daudenzell befand sich zur Zeit der Römer im 2. Jahrhundert n. Chr. im Hinterland des Neckar-Odenwald-Limes. In der Nähe befanden sich römische Straßen, Kastelle und deren nachgelagerte Versorgungshöfe. Der Ort wurde urkundlich erstmals im Jahre 976 erwähnt, als Kaiser Otto II. den Ort Cella dem Domstift Worms als Zubehör zur Abtei Mosbach verlieh.
Die Ortsherrschaft ab dem hohen Mittelalter hatte der regionale niedere Adel inne. Nach einem Kaufbrief von 1468 verkauft Wiprecht von Helmstatt das Dorf Dudenzelle uf dem Kreychgaue dem wirdigen Herrn Diethern Rammung, Propst im Thale zu Wimpfen und seinen Erben. 1499 kam es zu Zwistigkeiten wegen Fronfuhren von Feldfrüchten und Mist nach Daisbach, wo die von Rammungen ansässig waren und 30–40 Morgen Land besaßen. Die armen Luten zu Dudenzell sahen sich jedoch wegen der großen Entfernung dazu nicht in der Lage. Schließlich sprach der Pfalzgraf Recht, wobei er sie von dieser Art Fron freisprach und ließ den Schiedsspruch Mathis Rammungen zustellen. Nachdem die Rammungen im Mannesstamm 1506 ausstarben, ging über Katharina von Rammungen, Erbin von Daudenzell und Daisbach, der Besitz auf deren Gemahl, Albrecht Göler von Ravensburg, über. Die Göler von Ravensburg erhielten 1522 das Lehen, als Mitglied im Ritterkanton Kraichgau führten sie den Ort in die Reformation.
Nach dem Tod des letzten Göler, Johann Friedrich, kam Daudenzell im 17. Jahrhundert an die damaligen Freiherren von Neipperg, die bereits 1583 bei der Ordination evangelischer Pfarrer in Daudenzell in Erscheinung traten. Ihre Herrschaft endete 1670 und im Auftrag des Ritterstifts Wimpfen trat Wolf Friedrich von Gemmingen-Babstadt, der mit Maria Elisabetha geborene von Neipperg verheiratet war, die Nachfolge an. 1738 ging die Herrschaft an seinen Bruder Ludwig von Gemmingen zu Hornberg. Die Herren von Gemmingen-Hornberg blieben Grundherren des Ortes bis zur Aufhebung der grundherrschaftlichen Rechte im 19. Jahrhundert.
Daudenzell gehörte bis 1803 zur so genannten Stüber Zent (auch: Oberer Zent) des kurpfälzischen Oberamts Heidelberg, anschließend zum Großherzogtum Baden und zu dessen Amtsbezirk bzw. Landkreis Mosbach. 1939 wurden 231 Einwohner gezählt, Ende 1945 waren es 249. Der Ort wurde am 1. Januar 1975 nach Aglasterhausen eingemeindet. Daudenzell ist mit gegenwärtig rund 350 Einwohnern der kleinste Ortsteil von Aglasterhausen.

## Wappen
Das Wappen von Daudenzell zeigt im mittig gespaltenen Schild sowohl die kurpfälzischen blauen Rauten auf silbernem Grund als auch die Gemmingenschen goldenen Streifen auf blauem Grund und gibt damit Auskunft über die historische Zugehörigkeit des Ortes.

## Bauwerke

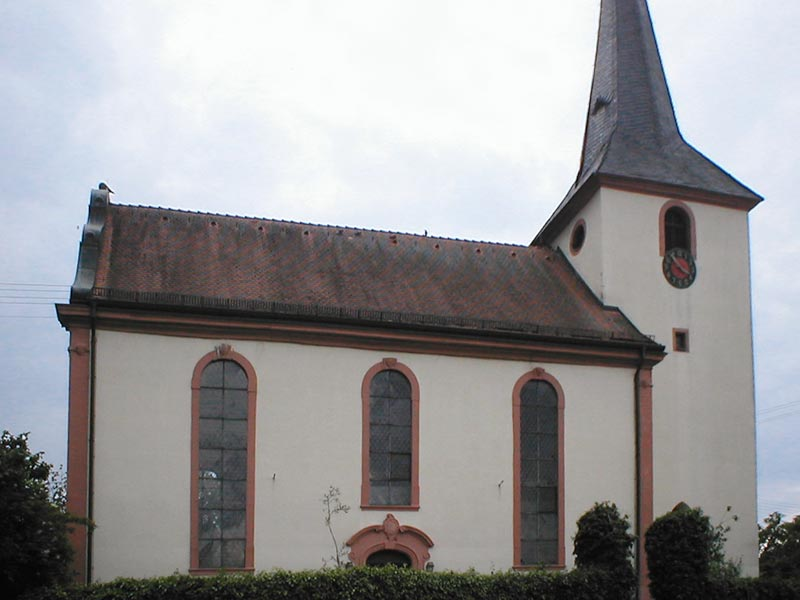
Evang. Kirche

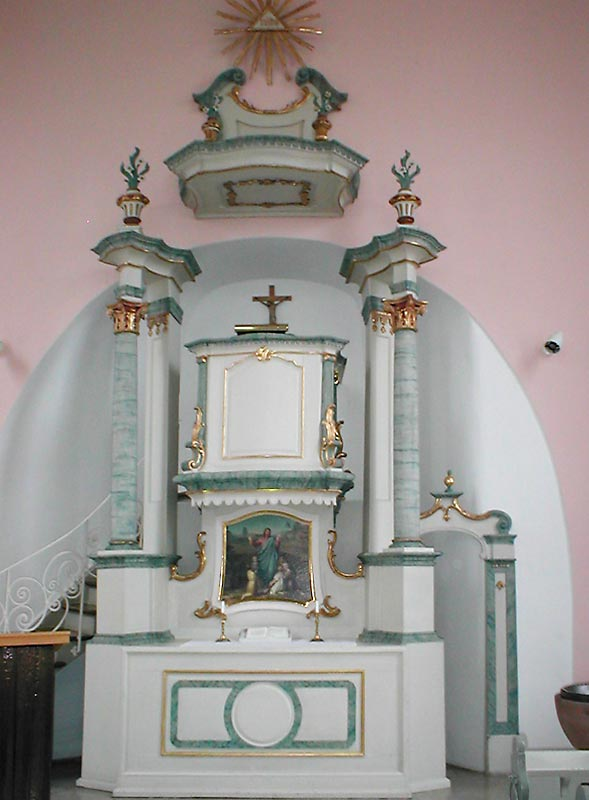
Altar mit integrierter Kanzel

- Die evangelische Kirche des Ortes wurde nach dem Jahr 2000 umfassend saniert und stellt das bedeutendste Bauwerk des Ortes dar. Der Sockel des Turms datiert vermutlich aus dem 13. Jahrhundert. Im 18. Jahrhundert wurde das alte Kirchenschiff abgerissen und in anderer Richtung ein neues Kirchenschiff errichtet. Auch der Turm wurde im Laufe der Zeit erhöht. In der Turmkapelle haben sich schmuckvolle historische Wand- und Gewölbemalereien aus der Zeit der Gotik erhalten: Die Kuppelwölbungen zeigen die vier Evangelisten bzw. deren Symbole, an den Wänden ist die Leidensgeschichte Jesu dargestellt. Inmitten der Fresken sind mehrere Ringe sichtbar, die vermutlich auf eine ältere Wandbemalung aus vorgotischer Zeit zurückgehen und die eine Übereinstimmung zu einer historischen Kirche in Bad Mergentheim darstellen. Außergewöhnlich ist auch der hell gestrichene, aus Holz gearbeitete Altar der Kirche, in den die Kanzel eingearbeitet ist und der an der rechten Seite eine schmale Tür aufweist, die den einzigen Zugang zur Turmkapelle darstellt.
- Das direkt bei der Kirche befindliche evangelische Pfarrhaus wurde 1735 errichtet, steht aber auf einem älteren Fundament, dessen Gewölbekeller um 1604 errichtet wurde. Im Erdgeschoss des Pfarrhauses wurden die Stuckdecken des 18. Jahrhunderts originalgetreu rekonstruiert.
- Am neuzeitlichen Rathaus des Ortes befindet sich ein großformatiges Fassadengemälde, das Szenen aus der Ortsgeschichte darstellt.
- In Daudenzell fällt außerdem der große Bestand an vergleichsweise großen historischen bäuerlichen Anwesen auf, die offensichtlich nicht durch die ansonsten ringsum übliche Erbteilung im Lauf ihres Bestehens parzelliert worden sind. Die Hofgebäude, die üblicherweise in Fachwerkbauweise auf Sandsteinsockel erbaut wurden, datieren oftmals ins späte 18. und frühe 19. Jahrhundert. In außergewöhnlicher Backsteinbauweise dagegen ist das Wohnhaus des Stadtschreibers Schmitt aus dem Jahr 1900.

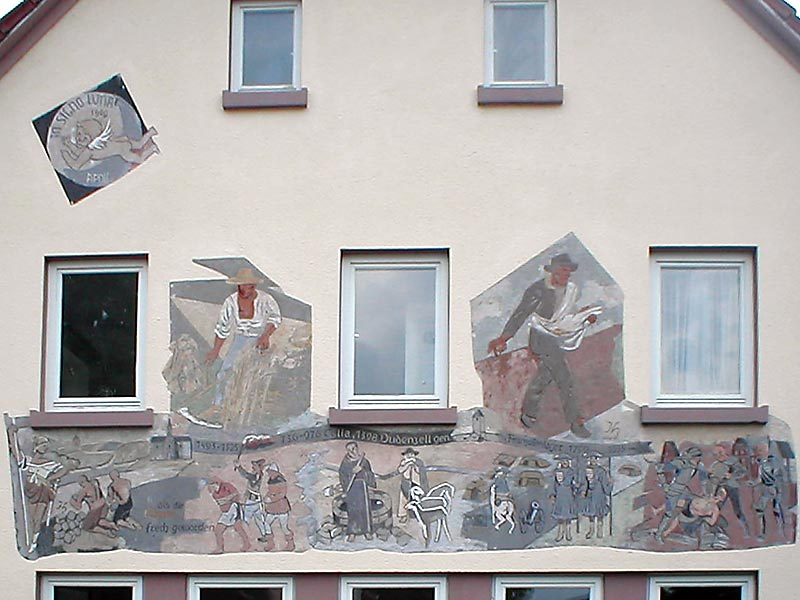
Wandbild am Rathaus
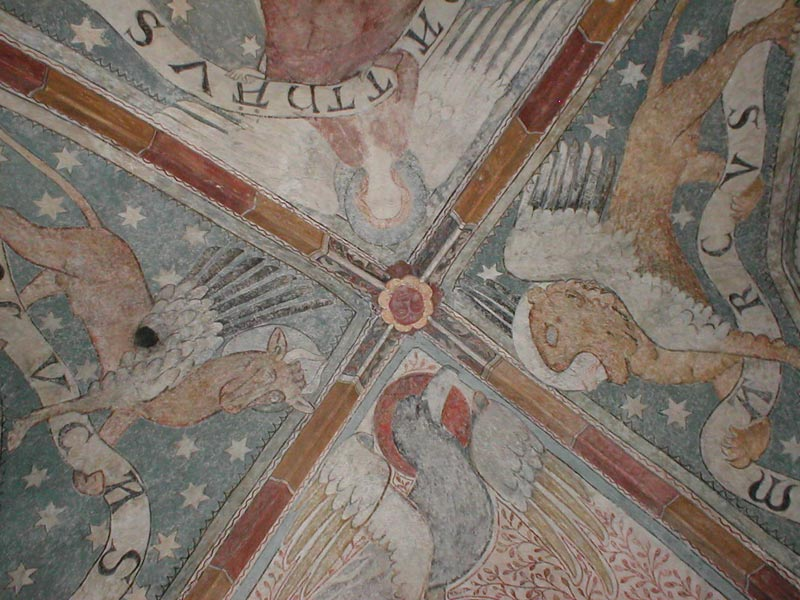
Deckengemälde der Turmkapelle
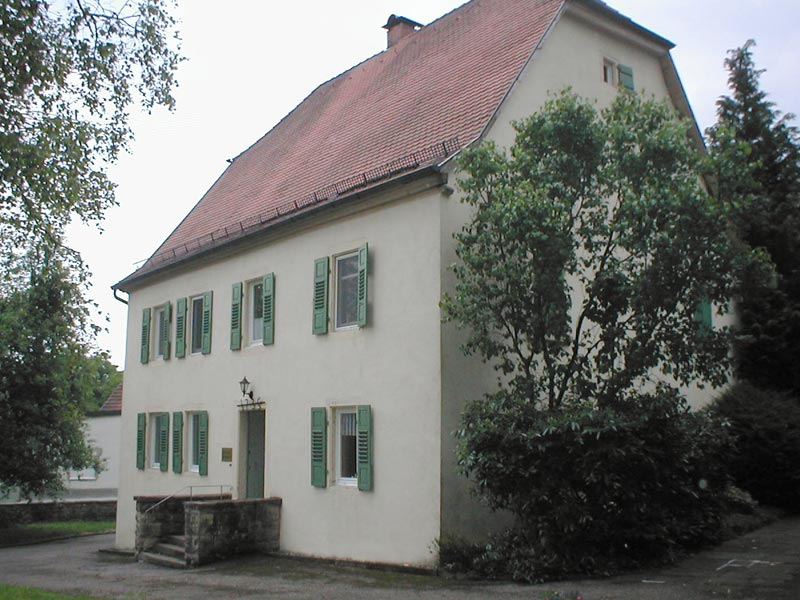
Evang. Pfarrhaus
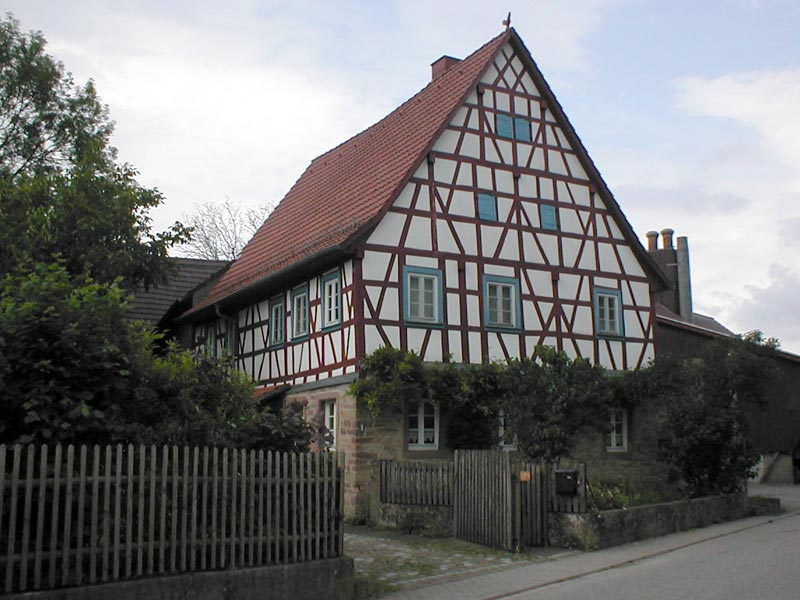
Hist. Fachwerkgebäude
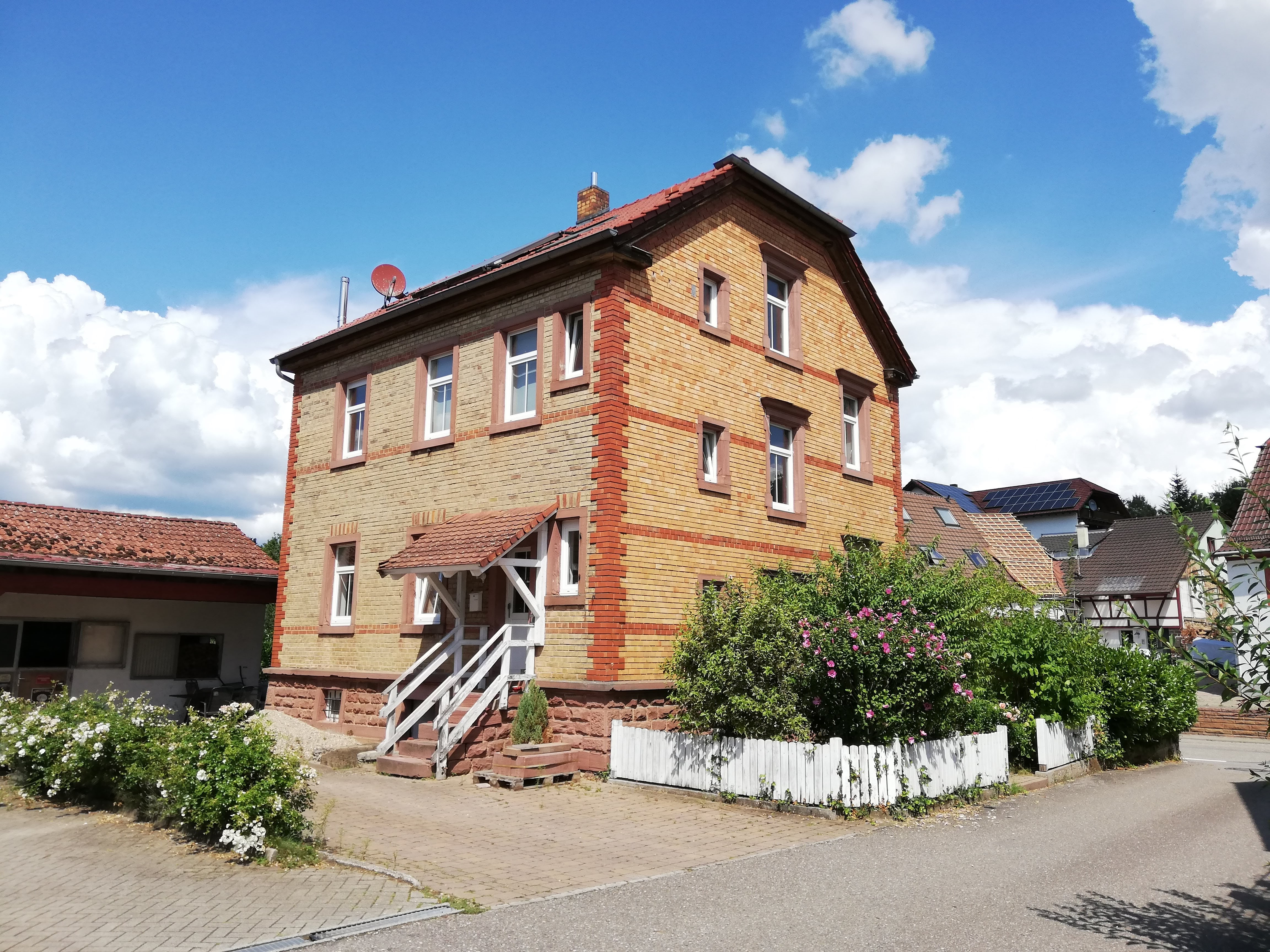
Wohnhaus des Stadtschreibers Schmitt